# 2701 Cherson
2701 Cherson este un asteroid din centura principală, descoperit pe 1 septembrie 1978 de Nikolai Cernîh.